# 콜레디발델사
콜레디발델사(이탈리아어: Colle di Val d'Elsa)는 이탈리아 토스카나주 시에나도에 있는 코무네다. 이곳의 명칭의 의미는 "엘사 계곡의 언덕"이라는 뜻이며, 엘사는 이곳을 흐르는 강의 이름이다.

## 역사

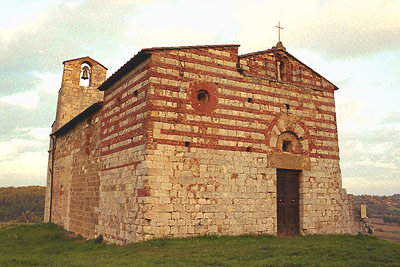
로마네스크 양식으로 지어진 성인들의 예배당

이 지역에 인류가 정착한 것은 최소 기원전 4백만년전으로 추정되지만, 역사에 처음 언급된 것은 서기 9세기 경이다. 1259년 이곳은 구엘프와 기벨린 간의 전쟁 기간에 벌어진 유명한 전투가 일어난 곳이고 1479년에는 나폴리 왕국 군대의 포위를 받기도 하였다. 14세기부터 피렌체의 소유였고 1860년 이탈리아 통일이 이뤄질때까지 토스카나 대공국의 영토였다.
20세기에 들어 이곳은 중요한 산업 중심지가 되었다. 제2차 세계대전에 연합군의 공중 폭격을 받았다.
이 도시의 구시가지이자 고지대인 "콜레알타"는 중세 역사 지구가 잘 보존된 곳이다. 11세기부터 강을 따라 발전했으며, 밀이나 제지 같은 산업 시설에 동력을 전달하기 위해 인공 운하가 지어졌다.
건축가이자 조각가로 유명한 아르놀포 디 캄비오가 태어난 곳이며, 시인 이사벨라 체르보니도 이곳 출생자이다.

## 자매 도시
- 모로코 비르간두스